# Akurdet (district)
Cet article concerne le district de l'Érythrée. Pour la ville du même nom, voir Agordat.
Akurdet est un district de la région Gash-Barka de l'Érythrée. La principale ville et capitale de ce district est Agordat. 